# Stanajcie (gmina Godlewo)
Stanajcie (lit. Stanaičiai) – osada na Litwie, na Suwalszczyźnie, w rejonie kowieńskim w okręgu kowieńskim. Przez wieś przebiega trasa europejska E67.
Za Królestwa Polskiego przynależała administracyjnie do gminy Freda w powiecie mariampolskim.